# Eurypinus nyasae
Eurypinus nyasae es una especie de coleóptero de la familia Mycteridae.

## Distribución geográfica
Habita en Malaui.